# Macrocoma cylindrica
Macrocoma cylindrica là một loài bọ cánh cứng trong họ Chrysomelidae. Loài này được Küster miêu tả khoa học năm 1846.